# 10月15日
10月15日是阳历一年中的第288天（闰年第289天），离全年的结束还有77天。

## 大事记

### 16世紀以前
- 533年：拜占庭大将贝利撒留攻占迦太基，征服了汪达尔人。
- 1161年：金朝海陵王从开封出兵伐南宋，最终失败。

### 16世紀
- 1529年：鄂圖曼—哈布斯堡戰爭：維也納之圍以奧地利軍隊擊退土耳其人的入侵而結束，扭轉鄂圖曼帝國近一個世紀以來征服歐洲的局面。
- 1552年：伊凡雷帝征服喀山汗国。
- 1582年：教宗額我略十三世正式颁行格里历，以取代儒略历，並將本是分別為10月3日及10月5日（星期五）改為10月15日（星期五）。

### 19世紀
- 1815年：拿破仑一世抵达圣赫勒拿岛，开始流放生涯。
- 1888年：據稱來自開膛手傑克的「來自地獄信」寄給倫敦白教堂警戒委員會（英语：Whitechapel Vigilance Committee）主席喬治·盧斯克（英语：George Lusk）。
- 1894年：猶太裔法國軍官阿弗列·屈里弗斯被誤認為犯下叛國罪，而遭到法國軍方逕自逮捕。

### 20世紀
- 1904年：日俄战争：俄国波罗的海舰队出发前往旅顺增援。
- 1917年：荷蘭著名交際花瑪塔·哈里在法國巴黎遭到逮捕後，便被軍方以德國間諜的罪名槍決。
- 1924年：廣州商團事變：黃埔軍校軍隊擊潰起義的廣州商團軍，並在西關製造焚城大火，廣州死亡上千人。
- 1934年：中国工农红军放弃瑞金，中华苏维埃共和国政府随同中共中央、中央紅軍开始长征。
- 1946年：原先遭判處絞刑的納粹德國空軍元帥赫爾曼·戈林，在行刑前2小時服用氰化鉀自殺身亡。
- 1948年：中国共产党武装东北野战军占领锦州。
- 1953年：中国北京“苏联展览馆”工程动工。苏联展览馆即后来的北京展览馆。
- 1954年：颶風黑茲爾先後影響美國南卡羅來納州、北卡羅萊納州至加拿大多倫多，共造成176人死亡。
- 1957年：中国武汉长江大桥通车。
- 1966年：非裔美国人组织的团体黑豹党成立。
- 1979年：薩爾瓦多總統卡洛斯·胡伯托·羅梅羅（英语：Carlos Humberto Romero）在軍事政變中被推翻並流放。
- 1983年：香港財政司彭勵治頒布聯繫匯率定位，將港幣與美元的匯率定為1比7.8。
- 1984年：華裔美籍作家劉宜良在美國遭中華民國國防部情報局聘請的黑道份子槍殺身亡。
- 1986年：台灣学者李远哲因「對研究化學基元反應的動力學過程的貢獻」，榮获诺贝尔化学奖。
- 1986年：中国国务院批准青岛市成为计划单列市。
- 1987年：布吉納法索時任總統府國務部長發動軍事政變，殺死總統托馬斯·桑卡拉後自立為總統。
- 1997年：美國华裔科學家朱棣文因「發展了用雷射冷卻和捕獲原子的方法」，榮获诺贝尔物理学奖。
- 1997年：美国卡西尼-惠更斯号土星探测器在佛罗里达州肯尼迪航天中心发射升空。

### 21世紀
- 2002年：兄弟象在中華職棒13年總冠軍賽擊敗中信鯨，獲得年度總冠軍。
- 2003年：載有楊利偉的神舟五號自酒泉衛星發射中心發射升空，為中國第一艘載人太空船。
- 2005年：世界海拔最高的鐵路青藏鐵路全線貫通慶祝大會在拉萨举行。2006年7月1日投入試運行，結束西藏無鐵路的歷史。
- 2007年：上证综合指数突破6000点。
- 2007年：中国共产党第十七次全国代表大会开幕。
- 2016年：台中市台鐵高架化，並廢止台中市台鐵平面路段，舊台中車站吹熄燈號走入歷史。
- 2016年：DBC數碼電台現有的香港數碼聲音廣播服務牌照有效期屆滿，同時電台停播。
- 2024年：朝鮮民主主義人民共和國炸毀连接朝鲜半岛的公路京義線及東海線。[1]

## 出生
- 前70年：維吉爾，古羅馬詩人（前19年逝世）
- 1265年：元成宗铁穆耳，元朝皇帝（1307年逝世）
- 1542年：阿克巴，蒙兀兒帝國皇帝（1605年逝世）
- 1711年：伊麗莎白·泰瑞絲，撒丁王國王后（1741年逝世）
- 1795年：富蘭克林·皮爾，第三任美國鑄幣局費城分局首席鑄幣師（1870年逝世）
- 1814年：米哈伊尔·莱蒙托夫，俄國詩人（1841年逝世）
- 1818年：歐文·麥克道爾，美國陸軍少將（1885年逝世）
- 1825年：瑪麗，普鲁士公主、巴伐利亚王国王后（1889年逝世）
- 1829年：阿萨夫·霍爾，美國天文學家（1907年逝世）
- 1836年：詹姆斯·迪索，法國畫家（1902年逝世）
- 1844年：弗里德里希·尼采，德國哲学家（1900年逝世）
- 1875年：安德烈-路易·科列斯基，法國軍官、數學家（1918年逝世）
- 1878年：保羅·雷諾，法國政治人物、律師，前任法國總理（1966年逝世）
- 1887年：范德瑞克·弗萊特，英國海員，鐵達尼號瞭望員（1965年逝世）
- 1906年：鄺友良，華裔美國律師、商人、政治人物，曾任夏威夷州聯邦參議員（2004年逝世）
- 1908年：約翰·加爾布雷斯，美國經濟學家（2006年逝世）
- 1910年：埃德溫·賴肖爾，美國歷史學家、外交家（1990年逝世）
- 1911年：王廷歆，香港企業家（2010年逝世）
- 1913年：沃夫岡·呂茨，德國潛艇指揮官（1945年逝世）
- 1913年：習仲勛，中華人民共和國政治家、前中國共產黨領導人，現任中共中央總書記、國家主席習近平之父（2002年逝世）
- 1914年：林有福，新加坡政治人物（1984年逝世）
- 1914年：穆罕默德·查希尔沙，阿富汗末代國王（2007年逝世）
- 1917年：小亞瑟·史列辛格，美國歷史學家、社會評論家（2007年逝世）
- 1920年：白錦祥，中國象棋棋手（1996年逝世）
- 1920年：馬里奧·普佐，美國作家，代表作《教父》（1999年逝世）
- 1921年：阿爾·皮斯，英國裔加拿大賽車手（2014年逝世）
- 1924年：伊塔羅·卡爾維諾，意大利作家（1985年逝世）
- 1924年：李·艾科卡，美國企業家（2019年逝世）
- 1926年：，法國哲學家、思想史學家、社會理論家、語言學家、文學評論家、性學家（1984年逝世）
- 1926年：辜寬敏，台灣企業家、政治人物，台獨領袖（2023年逝世）
- 1930年：多默·威廉姆斯，紐西蘭司鐸級樞機（2023年逝世）
- 1931年：阿卜杜尔·卡拉姆，印度航天科學家、政治人物，第11任印度總統（2015年逝世）
- 1935年：蜷川幸雄，日本劇場導演、電影導演、演員（2016年逝世）
- 1935年：迪克·麥克塔格特，英國男子拳擊運動員（2025年逝世）
- 1936年：劉皇發，香港新界原居民、政界人物（2017年逝世）
- 1937年：琳達·拉文，美國女演員（2024年逝世）
- 1943年：斯坦利·費希爾，美國經濟學家（2025年逝世）
- 1943年：席慕蓉，台灣現代中文散文家、女詩人、知名画家
- 1944年：戴維·特林布爾，英國政治人物，首任北愛爾蘭首席部長，1998年諾貝爾和平獎得主（2022年逝世）
- 1944年：史蒂芬·克羅克，美國網際網路先驅
- 1949年：湯瑪斯·博普，美國天文學家（2018年逝世）
- 1950年：松澤哲郎，日本動物心理學家、靈長類學家
- 1952年：湯山邦彥，日本動畫導演
- 1953年：陳盈潔，台灣歌手
- 1955年：譚雅·羅拔絲，美國電影女演員（2021年逝世）
- 1955年：顏純左，臺灣醫師、政治人物
- 1956年：李章洙，韓國足球教練
- 1958年：勝生真沙子，日本女性聲優
- 1959年：約克公爵夫人莎拉，英國贵族、作家
- 1961年：牛佬，香港漫畫家
- 1965年：宫磊，中國已退役足球運動員，現為足球主教練
- 1966年：金保斯，墨西哥足球運動員
- 1968年：岳翎，台灣女演員
- 1968年：迪迪埃·德尚，法國職業足球運動員、教練
- 1972年：阿姆魯拉·薩利赫，阿富汗臨時總統
- 1974年：林志穎，台灣男藝人
- 1975年：許淑華，台灣政治人物，現任南投縣縣長
- 1975年：李佳軍，中國男子短道速滑運動員
- 1975年：東村明子，日本女性漫畫家
- 1975年：傑尼斯·什米加爾，烏克蘭企業家、政治人物，第17任烏克蘭總理
- 1975年：卓克·伊烏哲，奈及利亞裔英國男演員
- 1977年：大衛·特雷澤蓋，法國足球運動員
- 1980年：唐素琪，香港女藝人
- 1981年：郭晶晶，中國女子跳水運動員
- 1982年：嚴藝丹，中國女歌手
- 1983年：鄧麗欣，香港女歌手、演員
- 1984年：海陸，中國女演員
- 1985年：劉俊緯，台灣歌手
- 1986年：東海，韓國男子偶像團體Super Junior成員
- 1986年：保羅·華特·豪澤，美國男演員
- 1987年：喬任梁，中國男藝人（2016年逝世）
- 1988年：梅蘇特·奧斯爾，德國足球運動員
- 1988年：廖景萱，中國女演員
- 1990年：祉潤，韓國女子偶像團體4minute成員
- 1990年：水原希子，日本模特兒
- 1991年：仲谷明香，日本女性聲優
- 1992年：石天欣，香港女演員
- 1992年：阿神，台灣YouTuber、遊戲實況主
- 1992年：舒提·加特瓦，盧安達裔英國男演員
- 1992年：泰奧斯卡·赫南德茲，美國職業棒球運動員
- 1993年：白敬亭，中國演員
- 1993年：陳向熙，台灣男子偶像團體SpeXial成員
- 1993年：盧太鉉，韓國男子偶像團體HOTSHOT成員
- 1993年：白秀敏，韓國女演員
- 1994年：李毅凱，香港足球運動員
- 1994年：大森日雅，日本女性聲優
- 1996年：李逸男，中國男演員
- 1996年：堀未央奈，日本女子偶像團體乃木坂46成員
- 1996年：崔準烘，韓國男子偶像團體B.A.P成員
- 1996年：李在英和李多英，韩国排球运动员
- 1997年：田雄，韓國男子偶像團體AB6IX成員
- 1998年：孟美岐，韓國女子偶像團體宇宙少女成員
- 2001年：李羲承，韓國男子偶像團體ENHYPEN成員
- 2005年：克里斯蒂安王子，丹麥王子

## 逝世
- 961年：阿卜杜拉赫曼三世，科爾多瓦酋長國第8任埃米爾及首任哈里發（890年出生）
- 1240年：拉齊婭，德里蘇丹國女王（約1205年出生）
- 1389年：教宗烏爾巴諾六世，羅馬主教（1318年出生）
- 1419年：朝鮮定宗李曔，朝鮮國國王（1357年出生）
- 1817年：塔德烏什·柯斯丘什科，波蘭軍隊領導人（1746年出生）
- 1917年：瑪塔·哈里，荷蘭知名交際花，因德國間諜罪名被法軍槍決（1876年出生）
- 1928年：廣津柳浪，日本小說家（1861年出生）
- 1930年：威爾蓀，英國植物學家、探險家（1876年出生）
- 1933年：新渡戶稻造，日本國際政治活動家、農學家、教育家（1862年出生）
- 1946年：赫尔曼·戈林，納粹德國黨政軍領袖（1893年出生）
- 1953年：吳蘊初，中國化工實業家（1891年出生）
- 1959年：費耶爾·利波特，匈牙利數學家（1880年出生）
- 1959年：斯捷潘·班傑拉，西烏克蘭民族主義運動領導人（1909年出生）
- 1978年：尤金·史密斯，美國報導攝影家（1918年出生）
- 1984年：劉宜良（筆名江南），旅美華人作家（1932年出生）
- 1987年：托馬斯·桑卡拉，上伏塔第五任總統，布吉納法索首任總統（1949年出生）
- 1988年：凱克豪斯魯·沙帕吉·索拉布吉，英國作曲家、音樂評論家、鋼琴家、作家（1892年出生）
- 1990年：俞平伯，中國现代诗人、红学家（1900年出生）
- 1990年：威廉·馬格努斯，德裔美國數學家（1907年出生）
- 1993年：余綺霞，香港藝人（1957年出生）
- 2001年：張學良，「西安事變」主要策劃者，中華民國陸軍一級上將，張作霖長子（1901年出生）
- 2004年：釋曉雲法師，華梵大學創辦人，教育家、藝術家、哲學家，也是中外馳名之般若禪行者（1912年出生）
- 2008年：王永慶，台灣企業家、台塑集團創辦人（1917年出生）
- 2011年：許競，中國登山家（1927年出生）
- 2012年：诺罗敦·西哈努克，柬埔寨国王（1922年出生）
- 2021年：顏敏時，英國國會議員（1952年出生）
- 2021年：巴桑·張希恩，泰國男演員、歌手（1960年出生）
- 2024年：目崎茂和，日本地理學家（1945年出生）
- 2024年：邱慶洲，馬來西亞政治人物（1952年出生）
- 2024年：艾倫·愛默生，美國計算機科學家（1954年出生）

## 节假日和习俗
- 世界洗手日
- 國際農村婦女日
- 马拉维：母親節
- 巴西：教師節
- 美国：白手杖安全日
- 美国、 加拿大：孕婦和嬰兒死亡紀念日（英语：Pregnancy and Infant Loss Remembrance Day）